# Сан-Карлас-да-ла-Рапіта
Сан-Карлас-да-ла-Рапіта — місто в регіоні Монсія в Каталонії, Іспанія. Місто охоплює частину південно-західної частини дельти Ебро, включаючи перешийок Ель-Трабукадор і півострів Ла-Банья, які закривають лагуну з солоною водою, відому як Порт-дель-Альфакс. Місто Ла-Рапіта розташоване на узбережжі біля гирла лагуни. Він був заснований іспанським королем Карлом III як порт для обслуговування торгівлі з іспанськими колоніями та побудований у неокласичному стилі того періоду. Однак велика частина міста залишилася недобудованою після смерті Чарльза.
Ла-Рапіта є частиною вільної асоціації муніципалітетів Taula del Sénia. Він відомий виробництвом рису та солі, а також є важливим рибальським портом, зокрема молюсків і креветок, а також туристичним центром. У перші роки нинішнього століття місто пережило величезний міський розвиток завдяки зведенню багатьох квартир і житлових будинків.